# Air-Transport-International-Flug 805
Der Air-Transport-International-Flug 805 (Flugnummer IATA: AT805, ICAO: ATN805, Funkrufzeichen AIR TRANSPORT 805) war ein Frachtflug der US-amerikanischen Air Transport International von Seattle nach Toledo in Ohio im Auftrag der Burlington Air Express. Am 16. Februar 1995 wurde der Flug mit einer Douglas DC-8-63F der Air Transport International durchgeführt. Während eines Fehlanfluges kam es zu einer räumlichen Desorientierung der Besatzung und dem anschließenden Absturz der Maschine, wobei alle vier Personen an Bord ums Leben kamen und 13 Menschen am Boden verletzt wurden.

## Flugzeug
Bei der verunglückten Maschine handelte es sich um eine Douglas DC-8-63F, die im Douglas-Werk in Long Beach, Kalifornien endmontiert wurde. Die Maschine trug die Werknummer 45923, es handelte sich um die 383. Douglas DC-8 aus laufender Produktion. Das Rollout der Maschine erfolgte am 8. Juli 1968. Die Maschine wurde zunächst am 16. August 1968 an die Scandinavian Airlines System ausgeliefert, bei der sie das norwegische Luftfahrzeugkennzeichen LN-MOU und den Taufnamen Leif Viking erhielt. Am 22. Mai 1974 verleaste SAS die Maschine an Thai Airways International. Die Fluggesellschaft ließ die DC-8 mit dem Kennzeichen HS-TGX wieder zu und gab ihr den Taufnamen Srisuriyothai. Thai Airways International verleaste die Maschine im September 1981 an Icelandair weiter, wobei die Fluggesellschaft die DC-8 am 9. September 1981 an Air Algérie unterverleaste. Am 21. November 1981 kehrte die Maschine in die Flotte der Thai Airways International zurück. Am 25. Dezember 1982 kehrte die Maschine als Leasingrückläufer zu Boeing zurück. Ab dem 15. April 1984 war die Maschine bei Sterling Airways in Betrieb und trug in diesem Zuge das dänische Kennzeichen OY-SBK. Ab dem 16. Dezember 1986 war die Maschine bei der Scanair, einer Tochtergesellschaft der Leasinggeberin SAS Scandinavian Airlines, in Betrieb, behielt dabei ihr dänisches Kennzeichen und erhielt zusätzlich den Taufnamen Nora Viking. Ab November 1988 war das US-amerikanische Flugzeugleasingunternehmen Aerolease der neue Leasinggeber, am 31. März 1989 wurde die Maschine mit dem Kennzeichen N794AL auf dieses Unternehmen zugelassen. Ab dem 15. Mai 1989 war die Maschine an die ebenfalls US-amerikanische TransOcean Airways verleast, ab dem 31. Juli 1990 als Frachtmaschine an Air Transport International, die die Maschine für Burlington Air Express betrieb. Das vierstrahlige Langstrecken-Schmalrumpfflugzeug war mit vier Triebwerken des Typs Pratt & Whitney JT3D-7 (Q) ausgestattet. Bis zum Zeitpunkt des Unfalls hatte die Maschine 77.425 Betriebsstunden absolviert, auf die 22.980 Starts und Landungen (=Flugzyklen) entfielen.

## Besatzung
An Bord der Maschine befand sich eine dreiköpfige Besatzung, bestehend aus einem Flugkapitän, einem Ersten Offizier und einem Flugingenieur, außerdem war ein Passagier an Bord.
- Der 62-jährige Flugkapitän war am 10. Oktober 1932 geboren und seit dem 31. Oktober 1990 bei Air Transport International eingestellt. Er verfügte über Musterberechtigungen für die Flugzeugtypen Lockheed L-188 Electra, Douglas DC-6, Douglas DC-7 und Douglas DC-8. Er verfügte über 16.382 Stunden Flugerfahrung, wovon er 2.382 Stunden im Cockpit der Douglas DC-8 abgeleistet hatte. Am 23. Oktober 1986, bei seinem ersten Versuch, die Musterberechtigung für die DC-8 zu erhalten, war der Flugkapitän gescheitert, konkret wurden die Punkte Anflug mit Instrumentenlandesystem mit drei aktiven Triebwerken, Anflug auf ungerichtetes Funkfeuer, Anflug ohne Auftriebshilfen und Anflug mit 50 Prozent Leistung beanstandet. Der Kapitän erhielt weitere Schulungen und bestand am 30. Oktober 1986 die Prüfungen am Simulator und am 5. November 1986 die Prüfung an der Maschine.
- Der 39-jährige Erste Offizier wurde am 29. Januar 1955 geboren und am 25. Juli 1989 durch Air Transport International eingestellt. Er verfügte über 5.082 Stunden Flugerfahrung, wovon er 1.143 Stunden als Erster Offizier in der DC-8 und 1.992 Stunden als Flugingenieur in der DC-8 abgeleistet hatte. Der Erste Offizier war weitsichtig und musste eine Brille tragen. Gemäß Aufzeichnungen der Fluggesellschaft war er ein durchschnittlicher Pilot und hatte keine Probleme beim Bestehen von Flugprüfungen.
- Der 60-jährige Flugingenieur wurde am 4. März 1934 geboren und am 1. August 1989 von der Fluggesellschaft eingestellt. Er verfügte über 21.697 Stunden Flugerfahrung, von denen er 7.697 Stunden in der Douglas DC-8 abgeleistet hatte.
- Der Passagier war ein Besatzungsmitglied einer anderen Frachtfluggesellschaft.

## Unfallhergang
Die Maschine hob um 23:20 Uhr in Seattle zum Flug nach Toledo ab. Der Erste Offizier führte den instrumentenlandesystemgestützten Anflug auf Landebahn 07 durch. Aus nicht näher bekannten Gründen gelang es ihm nicht, den Kurssender und/oder Gleitpfad des Instrumentenlandesystems zu empfangen. Um 03:13 Uhr entschied der Flugkapitän, einen Fehlanflug durchzuführen. Die Maschine wurde vektorengestützt zum Queranflug gelotst und die Piloten wurden angewiesen, einen Kurs von 100° zu fliegen, um auf den Endanflugkurs zu kommen. Während des Anfluges wehte ein Seitenwind mit einer Geschwindigkeit von 35 Knoten aus 180 Grad, wodurch der Erste Offizier Probleme hatte, den Gleitpfad zu erreichen. Um 03:24 Uhr bemühte sich der Erste Offizier, den Anflug zu stabilisieren, während drei Warnmeldungen zum Gleitpfad und zur Sinkrate ertönten. Um 03:24:17 Uhr übernahm der Flugkapitän wieder die Kontrolle über die Maschine und führte einen weiteren Fehlanflug durch. Er erlag dabei einer räumlichen Desorientierung, infolge derer er die Maschine in eine abnorme Fluglage mit einem Rollwinkel von bis zu 80° und einem Nickwinkel von bis zu 25° brachte. Als die Flugzeugnase nach unten ausgerichtet war und die Maschine einen linkswärtigen Rollwinkel einnahm, übergab der Flugkapitän die Kontrolle über die Maschine an den Ersten Offizier, der daraufhin begann, die Tragflächen horizontal auszurichten und die Flugzeugnase anzuheben. Bevor es ihm jedoch gelang, die Fluglage der Maschine vollständig zu korrigieren, schlug die DC-8 auf dem Boden auf. Bei dem Aufprall wurde die Maschine völlig zerstört und alle vier Personen an Bord kamen ums Leben.

## Ursache
Das National Transportation Safety Board übernahm nach dem Unfall die Ermittlungen zur Unfallursache. Die Ermittler sahen die Ursache für den Unfall in dem Versäumnis des Ersten Offiziers und des Flugingenieurs, rechtzeitig zu erkennen, in welcher abnormen Fluglage sich die Maschine infolge der räumlichen Desorientierung des Kapitäns befand und in dem Versäumnis, dementsprechend korrigierend einzugreifen. Zu der räumlichen Desorientierung sei es den Ermittlern zufolge entweder aufgrund von physiologischen Faktoren oder aufgrund einer defekten Fluglageanzeige gekommen.